# Eliseo Insfrán
Eliseo Nino Insfrán Orué, né le 27 octobre 1935 à Asunción au Paraguay, est un joueur de football international paraguayen qui évoluait au poste d'attaquant.

## Biographie
Il est le frère jumeau d' Eligio Insfrán, lui aussi ancien joueur de football et international Paraguayen.

### Carrière en club
Avec le Club Olimpia, il remporte sept championnats du Paraguay, et joue une finale de Copa Libertadores, perdue face au Club Atlético Peñarol.

### Carrière en sélection
Avec l'équipe du Paraguay, il joue 21 matchs (pour un but inscrit) entre 1956 et 1965.
Il figure dans le groupe des sélectionnés lors de la Coupe du monde de 1958. Il ne joue aucun match lors de la phase finale de cette compétition, mais dispute toutefois un match face au Mexique comptant pour les tours préliminaires de la Coupe du monde 1962.

## Palmarès
Club Olimpia
- Championnat du Paraguay (7) :
  - Champion : 1956, 1957, 1958, 1959, 1960, 1962 et 1965.

- Copa Libertadores :
  - Finaliste : 1960.